# San Vicente, Apaseo el Alto
San Vicente är en ort i Mexiko.   Den ligger i kommunen Apaseo el Alto och delstaten Guanajuato, i den centrala delen av landet, 190 km nordväst om huvudstaden Mexico City. San Vicente ligger 1 883 meter över havet och antalet invånare är 866.
Terrängen runt San Vicente är platt åt nordost, men åt sydväst är den kuperad. Runt San Vicente är det tätbefolkat, med 511 invånare per kvadratkilometer. Närmaste större samhälle är El Pueblito, 13,3 km nordost om San Vicente. Trakten runt San Vicente består till största delen av jordbruksmark.